# Quod omnes tangit ab omnibus tractari debet

Quod omnes tangit ab omnibus tractari et approbari debet, formule latine tirée du droit civil romain antique qui signifie « ce qui concerne tout le monde doit être discuté et approuvé par tout le monde », abrégée souvent sous la forme Q. o. t., est un adage dont la promotion dans l'Église et dans la sphère politique laïque à partir du Moyen Âge central a eu un rôle important dans le développement en Occident de la représentation politique.
Autour de 1200, de nombreux pouvoirs laïcs d'Occident convoquent des assemblées de représentants des populations en invoquant le principe Q. o. t.. C'est le cas par exemple en Angleterre, avec les premières réunions du Parlement. L'organisation interne de certains ordres religieux, entre autres l'ordre dominicain, prévoit également un rôle important du chapitre des moines ou frères (ou de leurs représentants) en vertu de ce principe.
À la fin du XIIIe siècle, le pape Boniface VIII, représentant de l'absolutisme théocratique le plus radical, déforme la formule Q. o. t. en Quod Dei tangit, "ce qui touche Dieu", pour imposer l'autorité de l'Église et du pape dans toutes les questions qui ont une incidence en dernier recours sur l'ordre chrétien.